# Ан Бьон Гин
Ан Бьон Гин (кор. 안병근; нар. 23 лютого 1962) — південнокорейський дзюдоїст, олімпійський чемпіон 1984 року, чемпіон світу.

## Виступи на Олімпіадах
| Олімпіада         | Дисципліна | Місце |
| ----------------- | ---------- | ----- |
| Лос-Анджелес 1984 | до 71 кг   | 1     |
| Сеул 1988         | до 78 кг   | 20    |